# Mizan Zainal Abidin di Terengganu
Tuanku Mizan Zainal Abidin (Kuala Terengganu, 22 gennaio 1962) è il sultano di Terengganu dal 1998 ed è stato Yang di-Pertuan Agong della Malaysia dal 2006 al 2011.

## Origini e istruzione
Tuanku Mizan Zainal Abidin è nato nell'Istana Maziah a Kuala Terengganu il 22 gennaio 1962, figlio maggiore del sultano Mahmud e della sua seconda moglie, Sharifa Nong Fatima. La famiglia di Sharifa è di origini arabe, discendendo da Syed Omar Aljunied, uno dei pionieri della moderna Singapore.
Il futuro monarca ha studiato presso la Sekolah Kebangsaan Sultan Sulaiman e la Sekolah Menengah Sultan Sulaiman, entrambe a Kuala Terengganu. Si recò poi all'estero per studiare alla Geelong Grammar School di Geelong, in Australia. Nel 1988, Tuanku Mizan Zainal Abidin ha completato i suoi studi universitari alla U.S. International University-Europe (che ora si chiama Alliant International University) di Londra, guadagnando un Bachelor of arts in Relazioni internazionali.
Ha poi partecipato al corso per militari PRE SMC (E) 33 presso la Army School of Languages dal 1982 al 1983. Ha poi studiato in un corso militare SMC 33 alla Royal Military Academy di Sandhurst in Inghilterra. Ha completato con successo il corso di allievo ufficiale il 9 dicembre 1983.

## Carriera iniziale
Il 15 settembre 1981 Tuanku Mizan stato nominato assistente nell'amministrazione fondiaria, lavorando per un periodo di circa un anno presso l'Ufficio fondiario distrettuale di Kuala Terengganu, prima della sua partenza per frequentare il corso militare in Inghilterra. Il successivo incarico di Tuanku Mizan, ricevuto nel 1988, è stato di ufficiale amministrativo presso l'Unità statale della programmazione economica (UPEN) di Wisma Darul Iman, a Kuala Terengganu. Oltre a lavorare per l'UPEN, Tuanku Mizan è stato anche assistente presso il distretto del catasto di Kuala Terengganu.

## Sultano
Mizan Zainal Abidin fu nominato principe ereditario dello stato di Terengganu il 6 novembre 1979. Dal 20 ottobre all'8 novembre 1990 è stato reggente del sultanato.
Dal 1991 al 1995, è stato Presidente del Consiglio per la cultura malese e islamica di Terengganu.
Mizan Zainal Abidin è diventato il più giovane sovrano di uno Stato federale malese quando è diventato sultano di Terengganu il 15 maggio 1998 in seguito alla morte di suo padre, il sultano Mahmud. Il monarca è stato incoronato come 17º sultano il 4 marzo 1999.

### Crisi nella nomina del Menteri Besar del 2008
Lo stato di Terengganu, dove la coalizione Barisan Nasional ha ottenuto due terzi dei seggi nel parlamento dello stato, è stato l'ultimo a nominare il Menteri Besar (Primo ministro), dopo le elezioni generali del 2008. Nella formazione del nuovo governo dello stato di Terengganu, il governo federale, guidato dal Primo ministro Abdullah Ahmad Badawi, ha raccomandato la nomina di Idris Jusoh, che ha ricevuto il pieno sostegno da 23 dei 24 deputati di Barisan Nasional. Tuttavia, il 22 marzo, l'ufficio del sultano di Terengganu ha annunciato la nomina di Ahmad Said al posto di Idris Jusoh, così come da diritto costituzionale del Sultano.
Il Primo ministro della Federazione ha affermato che la nomina di Said era incostituzionale in quanto andava contro la volontà dei deputati e dell'ufficio del Consiglio dei Ministri, i quali avevano sostenuto la candidatura di Idris Jusoh per il ruolo di capo dell'esecutivo locale.
Il 26 marzo, il Primo ministro Abdullah Ahmad Badawi e il sultano Mizan Zainal Abidin si incontrati all'Istana Negara per risolvere la controversia. Il Primo ministro ha accettato la nomina di Said come Menteri Besar di Terengganu. Egli ha anche chiesto scusa al re per il battibecco pubblico, spiegando che non vi era alcuna intenzione di sminuire o umiliare la famiglia reale. Questa cambio di tono da parte del Primo ministro era dovuto alla garanzia data dal sultano di disponibilità di sciogliere l'assemblea dello stato se ci fosse stata una mozione di sfiducia contro Ahmad Said di almeno 23 deputati statali.
Ahmad Said in seguito ha ricevuto la fiducia dall'assemblea ed ha governato fino al 2014.

## Vice Yang di-Pertuan Agong
Mizan Zainal Abidin è stato nominato Vice Yang di-Pertuan Agong il 26 aprile 1999 dopo che il sultano Salahuddin di Selangor, è stato eletto Capo Supremo della Federazione dalla Conferenza dei governanti. Dopo la malattia e la successivamente morte di Salahuddin, Mizan ha servito come reggente del paese dall'8 ottobre al 12 dicembre 2001.
Mizan è stato confermato Vice Yang di-Pertuan Agong il 13 dicembre 2001 dopo che la Conferenza dei governanti ha eletto Tuanku Syed Sirajuddin dodicesimo sovrano della Federazione.
Mizan ha servito come primo cancelliere dell'Università della Malesia a Terengganu (UMT) dal 2001 al 2006.

## Yang di-Pertuan Agong
Il 3 novembre 2006 la Conferenza dei governanti lo ha eletto Yang di-Pertuan Agong, con un mandato di cinque anni a partire dal 13 dicembre 2006. La Conferenza ha nominato il sultano Abdul Halim di Kedah come suo vice. La nomina di Mizan è stata la quarta dopo l'introduzione del nuovo sistema di rotazione tra i nove monarchi malesi. Questa forma di monarchia costituzionale a rotazione è unica al mondo.
Il 26 aprile 2007, Mizan è stato si è formalmente installato come Yang di-Pertuan Agong.
Il sovrano, eletto a 44 anni, è stato il terzo più giovane sovrano federale dopo Putra di Perlis e Abdul Halim di Kedah che sono stati eletti, rispettivamente, a 40 e 43 anni. Egli è stato anche il primo di Yang di-Pertuan Agong nato dopo il giorno dell'indipendenza della Malesia, il 31 agosto 1957.

## Vita personale
Il sultano si è sposato con Tuanku Nur Zahirah il 28 marzo 1996 a Kuala Terengganu. Lei è stata l'unica Raja Permaisuri Agong (Regina di Malesia) ad indossare abitualmente l'hijab, il velo islamico per le donne, e la terza ad essere nata borghese.
La coppia reale ha due figli e due figlie: la principessa Tengku Nadhirah Zaharah (nata il 18 dicembre 1996), il principe Tengku Muhammad Ismail (nato il 1º marzo 1998), il principe Tengku Muhammad Mu'az (nato il 22 dicembre 2000) e la principessa Tengku Fatimatuz Zahra (nata il 19 aprile 2002).
Il 12 novembre 2006, dopo essere stato è eletto Yang di-Pertuan Agong, nominò Tengku Muhammad Ismail, di otto anni, reggente. A causa della giovane età del principe, un consiglio consultivo composto da tre membri è stato istituito per adempiere alle sue funzioni. I membri del consiglio sono stati Tengku Baderulzaman, fratello minore di Mizan, Tengku Sulaiman Ismail, zio del sultano Mizan e l'ex giudice della Corte Federale Dato' Abdul Kadir Sulaiman. La proclamazione a reggente è avvenuta durante una cerimonia il 12 dicembre.
Dopo aver raggiunto la Mukallah (i 13 anni), l'età islamica della responsabilità, secondo la Shari'a e la costituzione di Terengganu, Tuanku Muhammad Ismail fu in grado di adempiere ai suoi doveri in prima persona. Tuttavia, il sultano formò un nuovo consiglio, il Majlis Perwakilan Pemangku Raja, per eseguire i doveri del reggente, in quanto il giovane principe era lontano dalla patria per proseguire i suoi studi. Questo secondo consiglio era guidato da Mustafa Kamel Tengku, un altro dei fratelli minori del sultano Mizan, insieme agli ex membri del Consiglio consultivo di reggenza Tengku Sri Laksamana Raja Tengku Sulaiman Ismail e Dato' Abdul Kadir Sulaiman.

## Hobby
In gioventù, Mizan Zainal Abidin era un appassionato calciatore. Attualmente è attivo nel golf, nell'endurance equestre e nelle immersioni subacquee. Inoltre, la Global Taekwondo Federation (GTF) ha rilasciato al monarca una cintura nera onoraria di 7º grado in riconoscimento alla sua partecipazione attiva nello sport.

## Titoli
Mizan Zainal Abidin aveva il grado di maresciallo della Forza Aerea, di Maresciallo dell'Esercito e ammiraglio della flotta della Marina Militare, nei suoi doveri costituzionali di Comandante in Capo delle Forze Armate malesi durante il suo mandato come Yang di-Pertuan Agong, diventando così il quarto monarca e il secondo ex-alunno di Sandhurst (anche se non è diventato un ufficiale) a salire al trono.
Attualmente è colonnello in capo della Malaysian Royal Armoured Corps e del Kor Ordnans Diraja (Royal Ordnance Corps), entrambi facenti parte dell'Esercito malese.

## Onorificenze
È stato insignito dei seguenti titoli:

### Onorificenze malesi
Personalmente è stato insignito dei titoli di: